# Frele
Frele – żeńskie trio wokalne założone w lutym 2017 roku przez trzy wokalistki: Magdalenę Janoszkę, Martę Skibę i Marcelinę Bednarską.

## Powstanie zespołu
Trio Frele jest efektem spontanicznego żartu, choć wokalistki śpiewały ze sobą już od paru lat w różnych projektach muzycznych. Poznały się na studiach w SWE przy Akademii Muzycznej w Katowicach, gdzie rozpoczęła się ich przyjaźń i muzyczna współpraca.
W lutym 2017 opublikowały na facebooku parodię utworu Hello Adele, z tekstem w gwarze śląskiej. Film stał się viralem i w szybkim czasie przekroczył liczbę dwóch milionów odsłon, co skłoniło wokalistki do publikowania co parę miesięcy nowego coveru z parodystycznym tekstem w języku śląskim:
- Hajer – Girl on Fire Alicii Keys,
- Geroj – Fly Away Lenny’ego Kravitza (z Mariuszem Kałamagą),
- Tancbuda – Lost On You LP (z Michałem Sobierajskim),
- Maras – Wrecking Ball Miley Cyrus[4].

Kolejnym viralem okazała się parodia Despacito Luisa Fonsi o tytule Dejta Cicho (ponad cztery miliony odsłon na YouTube).
Frele wystąpiły m.in. na Off Festivalu, kabaretowym festiwalu „Ryjek” emitowanym przez telewizję Polsat (podczas którego wystąpiły gościnnie w skeczu Kabaretu Młodych Panów), Sylwestrze z Polsatem, Kabaryjtonie, live sesji radia RMF FM, w Dzień Dobry TVN czy Pytaniu na Śniadanie.
1 grudnia 2017 roku wydały debiutancką płytę Na Cydyjce, zawierającą wszystkie zrealizowane przez nie opracowania coverów w gwarze śląskiej.
W czerwcu 2020 roku wydały drugi album "HEHE", na którym znajdują się ich autorskie kompozycje, wciąż jednak nawiązuje on do śląskiej kultury. Producentem płyty jest Michał Kush.

## Członkinie zespołu
W skład trio wchodzą trzy wokalistki pochodzące ze Śląska: Marcelina Bednarska, Marta Skiba i Magdalena Janoszka.
- Marcelina Bednarska (ur. 7 października 1988) – polska wokalistka, autorka tekstów i piosenek. Poza zespołem Frele tworzy swój autorski projekt muzyczny pod pseudonimem RUNO. Z wykształcenia jest antropologiem kultury i literatury (Uniwersytet Jagielloński) oraz wokalistką jazzową (Państwowa Wyższa Szkoła Zawodowa w Nysie i Studia Wokalistyki Estradowej przy Akademii Muzycznej w Katowicach – klasa Beaty Bednarz). Pierwsze kroki w muzyce stawiała w Młodzieżowym Studium Muzyki Rozrywkowej w rodzinnym Oleśnie[2].
- Magdalena Janoszka (ur. 13 marca 1991) – polska wokalistka. Ukończyła wyższe studia edukacji muzycznej Państwową Wyższą Szkołę Zawodową w Nysie, Studio Wokalistyki Estradowej przy Akademii Muzycznej w Katowicach (klasa Beaty Bednarz), a także studia pedagogiczne na Uniwersytecie Śląskim[2].
- Marta Skiba (ur. 29 kwietnia 1994) – polska wokalistka, autorka utworów i tekstów piosenek. W latach 2015–2016 była stypendystką programu Darmasiswa, podczas którego studiowała sztukę na uczelni Institut Seni Indonesia Denpasar na Bali (Indonezja). Jest studentką komunikacji wizerunkowej (branding) na Uniwersytecie Wrocławskim oraz absolwentką Młodzieżowego Studium Muzyki Rozrywkowej w Oleśnie (klasa Katarzyny Suchary) i Studia Wokalistyki Estradowej w Katowicach (klasa Beaty Bednarz)[2].